# Volkswagen Scirocco
Volkswagen Scirocco er en bilmodel fra Volkswagen. Modellen har fået sit navn efter en afrikansk ørkenvind. Modellen blev lanceret i 1974 som efterfølger til Karmann Ghia. Karrosseriet er produceret af Karmann. Bilen er teknisk identisk med Golf, men var ment som en ungdommeligere og sportsligere alternativ, og efterfølges delvist af Golf GTI.
Bilmodellen blev produceret frem til foråret 1992, og på 18,5 år var der blevet produceret sammenlagt 797.606 Scirocco I og II, og efterfølges af Corrado.
Den nye Scirocco blev vist i Geneve i marts 2008, og blev introduceret i sommeren 2008. Bilen produceres i Setúbal i Portugal og findes med seks forskellige motorer, 4 TSI-benzinmotorer med trykladning og direkte indsprøjtning og 2 TDI-dieselmotorer med commonrail-indsprøjtning. Bilens længde er 4,26 m, bredden 1,81 m og højden 1,40 m.

## Modellerne

### Scirocco I – type 53
Den første Scirocco var formgivet af Giorgetto Giugiaro og var en 2-dørs hatchback, bygget på samme platform som Golf og Jetta (platform A1). Volkswagen kaldte den en sportscoupé, og i følge fabrikken var konkurrenterne Opel Manta, Ford Capri og Fiat 128 coupé, men også ejere af BMW 1602, BMW 2002 og Opel Commodore var en tiltænkt kundekreds.
Forvognen havde McPherson-fjederben og negativ styreradius, hvilket gjorde at bilen var meget stabil på vejen.
Indretningen var sportslig, med hullet tre-eget sportsrat, stor omdrejningstæller, ekstrainstrumenter med ur og voltmeter i midterkonsollen, sæder i kunstlæder med skotskternet betræk på midterste del af sæderne i samme grundfarve som karrosseriet eller helt i læder. Bilen blev betegnet som 2+2 og havde ingen sikkerhedsseler bagi.
De første to modelår havde to vinduesviskere, men fra 1976 havde modellen kun én vinduesvisker og havde det frem til modelskiftet i 1982. 1978-modellen fik et facelift, med blandt andet forblinklys som gik rundt om hjørnet, sort B-stolpe og helt plastbeklædte stødfangere.
Scirocco I blev på syv år produceret i 504.153 eksemplarer.

#### Modelbetegnelser
- Scirocco S
- Scirocco L
- Scirocco LS
- Scirocco GT
- Scirocco GLI
- Scirocco GT med 72 hk karburatormotor
- Scirocco GTI med 110 hk indsprøjtningsmotor
- Scirocco CL (specialmodel)
- Scirocco SL (specialmodel)
- Scirocco TS

### Scirocco II – type 53B
I 1982 kom der et nyt og større karrosseri tegnet af Volkswagens egne konstruktører, men fortsat med samme platform som den tidligere model. Luftmodstanden var nu cw 0,38 og karrosseriet 16,5 cm længere end forgængeren. En 1,8 16V-motor med 139 hk i Scirocco GTX gjorde, at den kom op på samme effekt som Golf GTI 16V. 0 til 100 km/t på 8,1 sek. og topfart på 210 km/t. Scirocco II blev produceret fra april 1981 til september 1992. Den blev så afløst af Corrado.

#### Modelbetegnelser
- Scirocco L
- Scirocco CL
- Scirocco LS
- Scirocco GL
- Scirocco GLI
- Scirocco GLS
- Scirocco GLX
- Scirocco GTX
- Scirocco GT
- Scirocco GTI
- Scirocco GTL
- Scirocco White Cat, specialmodel som kun fandtes i hvid og med hvid indretning, og med 16V-motor.
- Scirocco Tropic, specialmodel som solgtes i 1986 i 2.622 eksemplarer (kode S712) i farverne Madisonblå metallic og Kiwibrun metallic.
- Scirocco Scala
- Scirocco Storm, fandtes kun på det britiske marked i 1984 i 605 eksemplarer (kode S719).
- Scirocco GTS, model som kendetegnes af de store striber på nederste del af bilens side.
- Scirocco GT 16V
- Scirocco GTX 16V
- Scirocco GTII
- Scirocco GTII 16V

### Scirocco III – type 137
I 2008 blev der introduceret en ny model af Scirocco, som er baseret på PQ35-platformen og dermed beslægtet med Golf V og VI, men markedsføres som et sportsligere alternativ. Instrumentbrættet er hentet fra Eos, og deles dermed ikke med Golf.

#### Motorer
- 1.4 TSI, turboladet 1,4-liters benzinmotor med 122 hk og 200 Nm.
- 1.4 TSI, turboladet 1,4-liters benzinmotor med kompressor med 160 hk og 240 Nm.
- 2.0 TSI, turboladet 2,0-liters benzinmotor med 200 hk og 280 Nm (fra 2010 210 hk ligesom i Golf VI GTI).
- R, turboladet 2,0-liters benzinmotor med 265 hk og 350 Nm, hentet fra Audi S3.
- 2.0 TDI, turboladet 2,0-liters dieselmotor med commonrail-indsprøjtning med 140 hk og 320 Nm eller 170 hk og 350 Nm.